# امانوئل اسپوزیتو
امانوئل اسپوزیتو (انگلیسی: Pol. San Giorgio a Cremano)